# Valeria Richards
Valeria Meghan Richards è un personaggio dei fumetti, creato da Chris Claremont (testi) e Salvador Larroca (disegni), pubblicato dalla Marvel comics. La sua prima apparizione come Marvel Girl è in Fantastic Four (vol. 3) n. 15 (marzo 1999).
È la figlia secondogenita di Reed Richards e Susan Storm (rispettivamente Mister Fantastic e la Donna Invisibile dei Fantastici Quattro) ed è la sorella di Franklin Richards.

## Biografia del personaggio
Valeria Richards apparve per la prima volta nella gestione della serie Fantastic Four di Chris Claremont e Salvador Larroca, materializzatasi improvvisamente nel quartier generale del supergruppo, dichiarando di venire dal futuro e di essere la figlia del Dottor Destino e della Donna invisibile. Questa rivelazione portò grande scompiglio tra i Fantastici Quattro, ma dopo un periodo di conflitto iniziale, la Donna invisibile accettò fra di loro Valeria, che li ha aiutati in molte missioni.
Rimase non chiarito come il Dottor Destino e la Donna invisibile potessero avere una relazione nel futuro e che fine avrebbe fatto Mr Fantastic. Chris Claremont intendeva risolvere la questione, ma non ne ebbe l'occasione, poiché fu rimpiazzato alla guida di Fantastic Four da Jeph Loeb e Carlos Pacheco, che riportarono in gioco Valeria, mutando le sue origini. Si rivelò che ella era la seconda figlia di Reed e Sue Richards, che si supponeva morta alla nascita anni prima, e che si sarebbe dovuta chiamare Valerie Meghan Richards. Sotto la guida di Roma, la Guardiana dell'Omniverso, Franklin aveva usato i suoi poteri per salvare la bambina, che era stata quindi presa da Roma, che sapeva che avrebbe avuto un ruolo importante in futuro. Nei fumetti si dice che Valeria è stata allevata dalla stessa Roma, ma nella guida enciclopedica dell'universo Marvel (Official Handbook of the Marvel Universe) la storia è stata ricongiunta a quella originale, asserendo che Valeria è stata in realtà cresciuta in un futuro alternativo come la figlia di Destino e Sue. Loeb e Pacheco riportarono Valeria nella continuity quando i Fantastici Quattro si scontrarono contro la minaccia cosmica di Abraxas e Valeria eseguì il suo compito unendo i suoi poteri con Franklin e ricostituendo Galactus per fermare Abraxas. Nella ristrutturazione della realtà che ne seguì, Valeria ritornò allo stato di feto nel grembo di Sue, sul punto di nascere.
Come era accaduto la prima volta che era nata, i raggi cosmici responsabili dei poteri dei Fantastici Quattro resero nuovamente la nascita di Valeria estremamente difficoltosa e, poiché Mr Fantastic era impegnato a risolvere una crisi mondiale, la Torcia Umana non ebbe altra scelta che chiamare in aiuto Victor von Doom. Il Dottor Destino usò la sua intelligenza e le sue capacità mistiche per far nascere Valeria senza problemi.
Victor Von Doom si autoproclama padrino e Destino decide il nome della bambina: Valeria, con il nome di una donna che aveva amato in passato (per ironia della sorte, il Dottor Destino sarà alla fine l'assassino di questa donna). All'insaputa dei Fantastici Quattro, Destino pose anche un incantesimo su Valeria, rendendola il suo famiglio, come rivelato nella serie Unthinkable. I Fantastici Quattro riusciranno alla fine a liberare Valeria dal controllo di Destino.
A causa dei numerosi attacchi ai danni del Baxter Building da parte di supercriminali, il Dipartimento dei Servizi Sociali di New York ha messo in discussione la sicurezza di Franklin e Valeria. Dopo molta riluttanza, Reed e Sue decisero di rinunciare alla custodia dei loro figli. Tuttavia, una condizione iniziale era la costituzione di un posto sicuro dove i ragazzi sarebbero andati a stare e l'annuncio, ad una conferenza stampa, che essi avevano già cambiato residenza. La decisione di trasferire Franklin e Valeria fu, poi, revocata quando il "posto sicuro" in cui sarebbero dovuti andare a stare fu ridotto ad un cratere dopo quattro ore dalla conferenza stampa. Non è sicuro esattamente quale dei nemici dei Fantastici Quattro è da ritenere responsabile dell'attacco o la sua motivazione, però i fumetti suggeriscono che gli stessi Fantastici Quattro possano avere qualcosa a che fare con la vicenda, con lo scopo di ottenere la custodia dei loro figli.
Pare che Valeria avesse manifestato fin dall'infanzia il suo intelletto superiore, ma lo ha nascosto per preservare le dinamiche della famiglia. Tuttavia, dopo essere stata incoraggiata da Tabitha Deneuve (in realtà sua madre proveniente da un futuro molto lontano), ha rivelato il suo intelletto alla famiglia.